# Dobrosława pomorska
Dobrosława (ur. przed 1177, zm. zap. po 1226) – księżniczka pomorska, księżna kujawska, pani na Sławnie i Choćkowie, najprawdopodobniej córka Bogusława I i jego pierwszej żony Walpurgi.

## Rodzina

### Małżeństwa i potomstwo
Zapewne między 1187 a 1189 Dobrosława została żoną księcia kujawskiego Bolesława Mieszkowica. Z małżeństwa pochodziło najprawdopodobniej dwoje lub troje dzieci:
- Wierzchosława? (przed 1195, zm. 2 stycznia po 1212) – mniszka w klasztorze norbertanek w Strzelnie, uważana niekiedy za córkę Bolesława Kędzierzawego,
- Audacja Małgorzata (Eudoksja) (ur. najp. 1196, zm. 1270) – żona Henryka I, hrabiego zwierzyńskiego,
- NN, córka (ur. najp. 1196, zm. po 18 grudnia 1256) – żona Jaksy I, pana na Choćkowie[5].

Pierwszy małżonek księżniczki zmarł 13 września 1195. W 1216 wyszła ona najprawdopodobniej za mąż za Warcisława III, księcia na Choćkowie z rodu Świętoborzyców. Drugie małżeństwo Dobrosławy było najprawdopodobniej bezpotomne.

### Genealogia
| Warcisław I ur. ok. 1091 zm. najp. 9 VIII 1135 | Warcisław I ur. ok. 1091 zm. najp. 9 VIII 1135 |                                           |                                           | Heila (Helena)? ur. ? zm. 1128 | Heila (Helena)? ur. ? zm. 1128 |  |  | NN ur. ? zm. ? | NN ur. ? zm. ? |                               |                               | NN ur. ? zm. ? | NN ur. ? zm. ? |
|                                                |                                                |                                           |                                           |                                |                                |  |  |                |                |                               |                               |                |                |
|                                                |                                                |                                           |                                           |                                |                                |  |  |                |                |                               |                               |                |                |
|                                                |                                                | Bogusław I ur. najp. 1127 zm. 18 III 1187 | Bogusław I ur. najp. 1127 zm. 18 III 1187 |                                |                                |  |  |                |                | Walpurga ur. ? zm. p. IV 1177 | Walpurga ur. ? zm. p. IV 1177 |                |                |
|                                                |                                                |                                           |                                           |                                |                                |  |  |                |                |                               |                               |                |                |
|                                                |                                                |                                           |                                           |                                |                                |  |  |                |                |                               |                               |                |                |
|                                                |                                                |                                           |                                           |                                |                                |  |  |                |                |                               |                               |                |                |

|                                            |                                            | 1 Bolesław Mieszkowic ur. 1159 zm. 13 IX 1195 OO w okr. 1187–1189 | 1 Bolesław Mieszkowic ur. 1159 zm. 13 IX 1195 OO w okr. 1187–1189 | Dobrosława pomorska (ur. przed 1177, zm. zap. po 1226) | Dobrosława pomorska (ur. przed 1177, zm. zap. po 1226) | 2 Warcisław III Świętoborzyc? ur. ok. 1180 zm. 1233 OO 1216 | 2 Warcisław III Świętoborzyc? ur. ok. 1180 zm. 1233 OO 1216 |  |  |
|                                            |                                            |                                                                   |                                                                   |                                                        |                                                        |                                                             |                                                             |  |  |
|                                            |                                            |                                                                   |                                                                   |                                                        |                                                        |                                                             |                                                             |  |  |
|                                            | 1                                          |                                                                   | 1                                                                 |                                                        | 1                                                      |                                                             |                                                             |  |  |
| Audacja Małgorzata ur. najp. 1196 zm. 1270 | Audacja Małgorzata ur. najp. 1196 zm. 1270 | NN, córka ur. najp. 1196 zm. po 18 XII 1256                       | NN, córka ur. najp. 1196 zm. po 18 XII 1256                       | Wierzchosława? ur. przed 1195 zm. 2 I po 1212          | Wierzchosława? ur. przed 1195 zm. 2 I po 1212          |                                                             |                                                             |  |  |

## Donacje księżnej
- Między 1187 a 1195 Dobrosława wraz z mężem uposażyła klasztor norbertanek w Strzelnie wsią Węgierce[8],
- W 1226 szwagierka księżniczki Mirosława nadała na jej prośbę liczne dobra klasztorowi w Słupie (Dobrosława została najprawdopodobniej pochowana w tym klasztorze, bądź w kościele klasztornym na wyspie Uznam)[9].